# Bogdan Dumitrache
Bogdan Dumitrache (n. 2 mai 1977, București) este un actor român de teatru, voce, film și televiziune, fiind însă cunoscut publicului larg în special pentru rolurile sale de pe marele ecran.

## Biografie
Dumitrache a terminat facultatea de teatru în anul 1999 la clasa profesorului Mircea Albulescu, debutând la teatrul „Constantin Nottara” în anul 2000 cu piesa Trilogie Belgrădeană. În 2002 înființează împreună cu actorul Dragoș Bucur agenția de casting ExitFilms.

## Filmografie

### Actor
- Moartea domnului Lăzărescu (2005)

- Heidi (2019)
- Un om la locul lui (2018)
- Alice T. (2018)
- Pororoca (2017)
- Dublu (2016)
- Sieranevada (2016)
- Miracolul din Tekir (2015)
- Când se lasă seara peste București sau Metabolism (2013)
- Poziția copilului (2013)
- Din dragoste cu cele mai bune intenții (2011)
- Loverboy (2011)
- În derivă (serial TV) (2010-2012)
- Tabasco (2010)
- Captivi de Crăciun (2010)
- Oul de Cuc (2009)
- Portretul luptătorului la tinerețe (2009)
- Lecția de Box (2007)
- Cum mi-am petrecut sfârșitul lumii (2006)
- Crash Test Dummies (2005)
- Le tramway d'Andréa (2005)
- Trafic (2004)
- Accords et à cris (2002)

### Director de casting
- Comoara (2015)

## Premii
- Festivalul Internațional de Film de la Locarno: „Cel mai bun actor într-un rol principal” în filmul Din dragoste cu cele mai bune intenții
- Premiile Gopo: „Cel mai bun actor într-un rol secundar” în filmul Portretul luptătorului la tinerețe
- Lenolafilmfestival: „Cel mai bun actor” în filmul Trafic